# غريت ويل
غريت ويل (بالألمانية: Grete Weil)‏ (و. 1906 – 1999 م) هي مترجمة، وكاتبة سير ذاتية، وكاتِبة ألمانية، ولدت في روتاش-إيجرن، توفيت في غرونفآلد، عن عمر يناهز 93 عاماً.

## جوائز
حصلت على جوائز منها:
- ميدالية كارل تسوكماير  [لغات أخرى]‏ (1995)
- جائزة أخوة شول [الإنجليزية]‏ (1988)
- جائزة الطوقان [الإنجليزية]‏ (1983)
- وسام الاستحقاق البافاري.

## وصلات خارجية
- غريت ويل على موقع IMDb (الإنجليزية)
- غريت ويل على موقع مونزينجر (الألمانية)
- غريت ويل على موقع ميوزك برينز (الإنجليزية)
- غريت ويل في قاعدة بيانات الأفلام على الإنترنت